# Тобік 20
Тобік 20 (англ. Tobique 20) — індіанська резервація в Канаді, у провінції Нью-Брансвік, у межах графства Вікторія.

## Населення
За даними перепису 2016 року, індіанська резервація нараховувала 968 осіб, показавши скорочення на 6,8%, порівняно з 2011-м роком. Середня густина населення становила 38,8 осіб/км².
З офіційних мов обидвома одночасно володіли 50 жителів, тільки англійською — 915. Усього 150 осіб вважали рідною мовою не одну з офіційних, з них 140 — одну з корінних мов.
Працездатне населення становило 63,9% усього населення, рівень безробіття — 36,2%.
Середній дохід на особу становив $22 482 (медіана $18 368), при цьому для чоловіків — $23 083, а для жінок $21 956 (медіани — $17 536 та $19 264 відповідно).
25,2% мешканців мали закінчену шкільну освіту, не мали закінченої шкільної освіти — 32%, 42,2% мали післяшкільну освіту, з яких 22,6% мали диплом бакалавра, або вищий.
| Статево-вікова структура населення | Статево-вікова структура населення | Статево-вікова структура населення | Статево-вікова структура населення | Статево-вікова структура населення |
| ---------------------------------- | ---------------------------------- | ---------------------------------- | ---------------------------------- | ---------------------------------- |
|                                    |                                    |                                    |                                    |                                    |
| Всього                             | Всього                             | 47,9%52,1%                         |                                    |                                    |
| 0 — 14 років                       | 0 — 14 років                       |                                    | 24,7%                              | 24,7%                              |
| 15 — 64 років                      | 15 — 64 років                      |                                    | 67,5%                              | 67,5%                              |
| 65 і більше                        | 65 і більше                        |                                    | 7,7%                               | 7,7%                               |
| 85 і більше                        | 85 і більше                        |                                    | 1%                                 | 1%                                 |
| Середній вік (років)               | Середній вік (років)               | 32,134,1                           | 33,2                               | 33,2                               |
| Медіана (років)                    | Медіана (років)                    | 30,233,5                           | 31,9                               | 31,9                               |
| — чоловіки — жінки                 |                                    |                                    |                                    |                                    |

| Походження мешканців:     | Походження мешканців:     | Походження мешканців: | Походження мешканців: | Походження мешканців: |
| ------------------------- | ------------------------- | --------------------- | --------------------- | --------------------- |
| Походження                |                           |                       | осіб                  | %                     |
| Корінні американці        | Корінні американці        |                       | 895                   | 92.27%                |
| Інше північноамериканське | Інше північноамериканське |                       | 15                    | 1.55%                 |
| Європейське               | Європейське               |                       | 185                   | 19.07%                |
| британське                | британське                |                       | 85                    | 8.76%                 |
| французьке                | французьке                |                       | 65                    | 6.7%                  |
| Латинськоамериканське     | Латинськоамериканське     |                       | 10                    | 1.03%                 |
| Африканське               | Африканське               |                       | 10                    | 1.03%                 |
| Азійське                  | Азійське                  |                       | 10                    | 1.03%                 |

## Клімат
Середня річна температура становить 3,8°C, середня максимальна – 22,7°C, а середня мінімальна – -19°C. Середня річна кількість опадів – 1 059 мм.
| Клімат поселення                              | Клімат поселення | Клімат поселення | Клімат поселення | Клімат поселення | Клімат поселення | Клімат поселення | Клімат поселення | Клімат поселення | Клімат поселення | Клімат поселення | Клімат поселення | Клімат поселення | Клімат поселення |
| Показник                                      | Січ.             | Лют.             | Бер.             | Квіт.            | Трав.            | Черв.            | Лип.             | Серп.            | Вер.             | Жовт.            | Лист.            | Груд.            |                  |
| Середній максимум, °C                         | −6,38            | −4,82            | 1,40             | 9,02             | 16,68            | 21,78            | 22,70            | 21,54            | 16,43            | 10,33            | 3,91             | −4,3             |                  |
| Середня температура, °C                       | −12,66           | −11,11           | −4,88            | 2,73             | 10,38            | 15,50            | 18,58            | 17,40            | 12,29            | 6,18             | −0,24            | −8,44            |                  |
| Середній мінімум, °C                          | −18,95           | −17,38           | −11,17           | −3,54            | 4,11             | 9,22             | 14,42            | 13,26            | 8,15             | 2,04             | −4,38            | −12,57           |                  |
| Норма опадів, мм                              | 82               | 62               | 73               | 69               | 91               | 88               | 113              | 103              | 101              | 87               | 97               | 93               |                  |
| Середньомісячна швидкість вітру, м/с          | 3.86             | 3.95             | 4.16             | 3.98             | 3.76             | 3.38             | 3.08             | 3.00             | 3.29             | 3.66             | 3.81             | 3.84             |                  |
| Середньомісячна сонячна радіація, кДж/м²·день | 5032             | 8258             | 12192            | 15824            | 18539            | 20436            | 19726            | 17387            | 12769            | 7851             | 4694             | 3933             |                  |
| --------------------------------------------- | ---------------- | ---------------- | ---------------- | ---------------- | ---------------- | ---------------- | ---------------- | ---------------- | ---------------- | ---------------- | ---------------- | ---------------- | ---------------- |
| Джерело:                                      |                  |                  |                  |                  |                  |                  |                  |                  |                  |                  |                  |                  |                  |